# 奈良基地

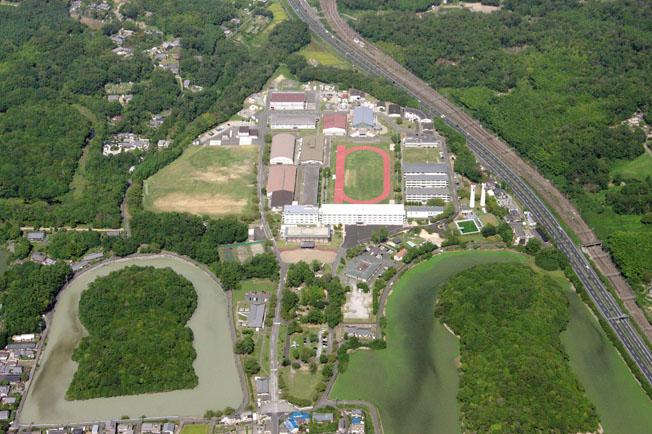
奈良基地全景

奈良基地祭開催時

奈良基地（ならきち、JASDF Nara Base）とは、奈良県奈良市法華寺町1578に所在し、航空自衛隊幹部候補生学校が配置されている航空自衛隊の基地である。奈良県内では唯一の自衛隊施設である（自衛隊奈良地方協力本部を除く）。基地司令は、幹部候補生学校長が兼務。

## 概要
周囲にヒシアゲ古墳、ウワナベ古墳、コナベ古墳がある。1942年（昭和17年）4月1日、厚生省西部国民勤労訓練所として開所。1945年（昭和20年）の終戦後、米軍E基地として接収され1956年（昭和31年）9月17日、接収が解除され、奈良基地となった。
航空自衛隊の幹部自衛官を養成する教育機関である航空自衛隊幹部候補生学校が配置されている基地で航空機を運用する航空団や飛行隊などは配備されていない。よって滑走路も有していないが連絡機用として基地グラウンド内に回転翼機が発着するスペースがあり化学消防車も配備されている。奈良県奈良市山陵町内に無線施設が存在する。
基地内にはF-1戦闘機を始めとする航空自衛隊で使用された航空機が野外展示されている。

## 沿革
- 1942年（昭和17年）4月1日：厚生省西部国民勤労訓練所が、この地に開所。
- 1945年（昭和20年）8月：終戦後、1956年9月まで進駐軍に接収される。
- 1956年（昭和31年）11月16日：幹部候補生学校が防府から移転開始、奈良基地開設。
- 1957年（昭和32年）3月21日：幹部候補生学校編成完結。奈良基地開庁式が挙行。

## 所属部隊
- 航空自衛隊幹部候補生学校
- 奈良地方警務隊